# KI macht Schule
Die KI macht Schule gGmbH ist ein Bildungsunternehmen, das für Schüler und Lehrkräfte Kurse zum Thema Künstliche Intelligenz anbietet. Das gemeinnützige MINT-Förderprojekt besteht seit 2019 und operiert in verschiedenen Ortsgruppen innerhalb Deutschlands und Österreichs.

## Seminare
KI macht Schule informiert Schüler in Seminaren über die Möglichkeiten und Grenzen Künstlicher Intelligenz sowie deren Einsatz in der Schule. Zentraler Bestandteil solcher Seminare ist die Vermittlung der Funktionsweisen verschiedener Algorithmen hinter der Künstlichen Intelligenz.
Die Durchführung erfolgt hauptsächlich durch ehrenamtliche Nachwuchswissenschaftler aus dem Hochschulbereich. Aktuelle digitale Themen sowie ethische und gesellschaftliche Fragestellungen werden dabei mit eingebracht. Einige Formate sind speziell für Mädchen konzipiert.
Die Seminare folgen einem festen Ablauf und behandeln spezifische Lebensbereiche, in denen Künstliche Intelligenz eine Rolle spielen kann. Das Lehrmaterial wird durch fachliche Experten entwickelt und den Seminarleitern durch das Unternehmen zur Verfügung gestellt. Nach einer allgemeinen Einführung in die Künstliche Intelligenz sammeln die teilnehmenden Schüler praktische Erfahrungen mit Anwendungen wie Chatbots und setzen sich schließlich in einer Diskussionsrunde mit Risiken Künstlicher Intelligenz wie algorithmischer Diskriminierung auseinander. Die Lebensbereiche, welche im konkreten behandelt werden, sind unter anderem Medizin, Klima, Kunst und Mobilität.
Die Seminare variieren in ihrer Dauer von kurzen Einführungen in die Thematik bis hin zu eintägigen und mehrtägigen Workshops.
Die Seminare werden an außerschulischen Lernorten sowie an Schulen durchgeführt. Zu den außerschulischen Lernorten zählten in der Vergangenheit die Explore Science Mainau, die Experimenta Heilbronn, die Wissenswerkstatt Friedrichshafen und das Haus der Kunst in München. Seminare in Schulen wurden bisher in mindestens sieben Bundesländern in Deutschland und drei österreichischen Bundesländern durchgeführt, darunter unter anderen das Robert-Mayer-Gymnasium Heilbronn, das Ernst-Moritz-Arndt-Gymnasium Bonn, die Leibnizschule Offenbach, das Luitpold-Gymnasium München, die Nelson-Mandela-Schule (Berlin), das Museum Barberini in Potsdam sowie das Pierre-de-Courbertin-Gymnasium Erfurt. Während der COVID-19-Pandemie fanden Angebote ausschließlich online statt und richteten sich an Schüler aus ganz Deutschland.
Fortbildungen für Lehrkräfte werden sowohl direkt an Schulen als auch über zentrale Fortbildungseinrichtungen für Lehrkräfte durchgeführt. Dies beinhaltet beispielsweise 90-minütige Angebote an der Akademie für Lehrerfortbildung und Personalführung in Bayern oder dem Zentrum für Schulqualität und Lehrerbildung in Baden-Württemberg.

## Geschichte
KI macht Schule wurde im Jahr 2019 von Teilen des Autorenteams des Buches Wie Maschinen lernen gegründet. Dieses entstand im Rahmen des Wissenschaftsjahres Künstliche Intelligenz innerhalb der Arbeitsgruppe der Studienstiftung des deutschen Volkes „Künstliche Intelligenz – Fakten, Chancen, Risiken“ unter der Leitung von Kristian Kersting, Constantin Rothkopf, Stefanie Jegelka und Christoph Lampert.
Aus dem ehemaligen Verein KI macht Schule ging 2021 die gemeinnützige Gesellschaft KI macht Schule gUG (haftungsbeschränkt) hervor, die seit 2024 als Unternehmen KI macht Schule gGmbH besteht. Im selben Jahr wurde die KI macht Schule Austria gGmbH in Salzburg gegründet.
Mitte 2023 waren nach eigenen Angaben „über 100 Doktoranden und junge Berufstätige aus ganz Deutschland“ in neun Lokalgruppen für KI macht Schule aktiv und über 2.000 Schüler waren mit den Angeboten erreicht worden. Im Rahmen der Civic Innovation Platform des Bundesministerium für Arbeit und Soziales entwickelt das Unternehmen seit 2023 eine Online-Plattform, die digitale Medien für Lehrkräfte enthält, wodurch es nunmehr auch als Softwareanbieter in Erscheinung tritt. Im Jahr 2025 nahm KI macht Schule erstmals als Mitaussteller am Stand von IT4Kids an der Bildungsmesse Didacta teil.

## Partner und Förderer
Die Niederlassungen von KI macht Schule sind größtenteils an Hochschulstandorten angesiedelt und kooperieren mit Einrichtungen der lokalen Hochschulen. So befindet sich der Unternehmenssitz am Tübingen AI Center, dem KI-Kompetenzzentrum der Universität Tübingen und des Max-Planck-Instituts für Intelligente Systeme. Weitere Partnerschaften bestehen mit dem hessian.AI in Darmstadt, dem Erfurter Reallabor BauhausMobility.Lab, an dem die Bauhaus-Universität Weimar beteiligt ist, und der Universität Konstanz. Für Einzelprojekte bestanden Kooperationen mit der Universität Bonn und dem Karlsruher Institut für Technologie sowie durch Erasmus+ gefördert mit dem Malta College of Arts, Science and Technology und der Universität Niš.
Außerhalb vom Hochschulbereich arbeitet KI macht Schule mit weiteren Einrichtungen aus dem Bildungs- und Kulturbereich zusammen, wie dem Deutschen Museum Bonn, dem Haus der Kunst in München, den Münchner Symphonikern und der Experimenta Heilbronn.
Finanziell gefördert wird KI macht Schule von der Dieter Schwarz Stiftung, der PwC-Stiftung, der Vector Stiftung, und der Google-Germany GmbH. Ein weiterer Förderer ist die aqtivator gGmbH in Verantwortung von Stefan Quandt mit einer kumulierten Fördersumme von 458.115 Euro für 2024/2025.

## Rezeption und politische Aktivität
Obwohl KI macht Schule seit 2021 als Unternehmen besteht, das zwar gemeinnützig und damit nicht gewinnorientiert handelt, aber dennoch unternehmerische Absichten verfolgt, wird es in der medialen Darstellung weiterhin als Projekt, Initiative, ehrenamtliches Netzwerk oder Verein wahrgenommen, auch in Interviews mit Ehrenamtlichen und Mitarbeitenden des Unternehmens.
Medial wird hinterfragt, ob eine Zusammenarbeit mit einer „milliardenschweren Firma“ wie Google die Unabhängigkeit des Bildungsprojekts gefährde. KI macht Schule selbst betont, dass private Förderer keinen Einfluss auf die Inhalte der Seminare und anderen Angebote nehmen. Nutzerdaten würden nicht an diese Unternehmen weitergegeben werden.
Auch politisch tritt KI macht Schule in Erscheinung: Bei der Auftaktveranstaltung im Bundeskanzleramt zum Girls’ Day 2024 überreichte Bundeskanzler Olaf Scholz einen „Gutschein für einen interaktiven KI-Grundlagenkurs von KI macht Schule“, Ehrenamtliche beteiligen sich im Namen von KI macht Schule an Themen zu digitaler Bildung der Bundeszentrale für politische Bildung und das Unternehmen hat einen Antrag auf Empfehlung des Bundeswettbewerbs Künstliche Intelligenz an die Kultusministerkonferenz unterzeichnet.

## Auszeichnungen
- Gewinnerteam im Hochschulwettbewerb von Wissenschaft im Dialog im Rahmen des Wissenschaftsjahres Künstliche Intelligenz (2019)[64]
- Wolfgang-Heilmann-Preis der Integrata-Stiftung (2020)[39]
- Engagementpreis der Studienstiftung des deutschen Volkes (Finalist 2021)[65][21]
- Gewinner bei der Civic Innovation Platform 2023 in Zusammenarbeit mit dem Karlsruher Institut für Technologie[15]